# Pembridge Castle
Pembridge Castle, oprindeligt Newland Castle, er en middelalderborg fra slutningen af 1100-tallet eller begyndelsen af 1200-tallet, der ligger omkring 1,5  km nordøst for Welsh Newton i Herefordshire, England.  
Den blev sandsynligvis opført af Matilda de St Valery på et tidspunkt inden 1208 og ligger over 40 km fra landsbyen Pembridge. Den var hovedsæde for Pembridge-familien og de senere familier Wakes og Mortimer i 1300- og 1400-tallet. Kapellet er fra 1500-tallet og borgen blev ødelagt i 1644 under den engelske borgerkrig.
I begyndelsen af 1900-tallet blev den renoveret af Dr Hedley Bartlett. I dag er den i privatejet og er en listed building af første grad.
Borgen dækker omkring 36m x 27m og er omgivet af en voldgrav. Den er bygget af kvadersten, sandsten og murbrokker. Ringmuren omkring borgen er 1,4 m tyk. Man mener, at den tidligste del af borgen er de fire etager høje keep i det vestlige hjørne.